# Lytogaster pallipes
Lytogaster pallipes är en tvåvingeart som beskrevs av Cresson 1914. Lytogaster pallipes ingår i släktet Lytogaster och familjen vattenflugor. Inga underarter finns listade i Catalogue of Life.